# 54. Kongress der Vereinigten Staaten
Der 54. Kongress der Vereinigten Staaten, bestehend aus dem Repräsentantenhaus und dem Senat, war die Legislative der Vereinigten Staaten. Seine Legislaturperiode dauerte vom 4. März 1895 bis zum 4. März 1897. Alle Abgeordneten des Repräsentantenhauses sowie ein Drittel der Senatoren (Klasse II) waren im Jahr 1894 bei den Kongresswahlen gewählt worden. Dabei ergab sich in beiden Kammern eine Mehrheit für die Republikanische Partei. Die Demokratische Partei stellte mit Grover Cleveland aber den Präsidenten. Erstmals ist der neue Bundesstaat Utah stimmberechtigt im Kongress vertreten. Der Kongress tagte in der amerikanischen Bundeshauptstadt Washington, D.C. Die Vereinigten Staaten bestanden damals aus 45 Bundesstaaten. Die Sitzverteilung im Repräsentantenhaus basierte auf der Volkszählung von 1890.

## Wichtige Ereignisse
Siehe auch 1895 1896 und 1897
- 4. März 1895: Beginn der Legislaturperiode des 54. Kongresses
- 27. Mai 1895: Der Oberste Gerichtshof der Vereinigten Staaten verkündet ein Urteil, wonach die Bundesregierung das Recht hat in den zwischenstaatlichen Handel korrigierend einzugreifen
- 3. September 1895: In Latrobe in Pennsylvania wird das erste Profi Spiel im American Football ausgetragen.
- 5. November 1895: George Baldwin Selden erhält das erste US-Patent auf ein Automobil.
- 4. Januar 1896: Utah wird 45. Bundesstaat der USA
- 18. Mai 1896: Der Oberste Gerichtshof bestätigt in einem Urteil die gängige Rassentrennung. Siehe auch Plessy v. Ferguson.
- 26. Mai 1896: Der Dow Jones Index wird 12 Jahre nach seiner Gründung zum ausschließlichen Index für Aktien von Industrieunternehmen.
- 27. Mai 1896: Ein Tornado zerstört Teil der Stadt St. Louis. Es gibt mehr als 255 Tote und 1000 Verletzte.
- 3. November 1896: Präsidentschafts- und Kongresswahlen in den USA. Der Republikaner William McKinley wird gegen den Demokraten William Jennings Bryan zum neuen Präsidenten gewählt. (Amtsantritt 4. März 1897). Bei den Kongresswahlen gewinnen die Republikaner die Mehrheit in beiden Kammern.
- 25. Dezember 1896: John Philip Sousa komponiert seinen wohl bekanntesten und in Amerika populärsten Militärmarsch Stars and Stripes Forever.

## Die wichtigsten Gesetze
In den Sitzungsperioden des 54. Kongresses wurden unter anderem folgende Bundesgesetze verabschiedet (siehe auch: Gesetzgebungsverfahren):
- 21. Mai 1896: Oil Pipe Line Act
- 22. Mai 1896: Condemned Cannon Act
- 28. Mai 1896: United States Commissioners Act
- 1. Juni 1896: Married Women’s Rights Act
- 6. Juni 1896: Filled Cheese Act
- 13. Januar 1897: Stock Reservoir Act
- 2. März 1897: Tea Importation Act

## Zusammensetzung nach Parteien

### Senat
- Demokratische Partei: 40
- Republikanische Partei: 44
- Sonstige: 6
- Vakant: 0

Gesamt: 90 (Stand am Ende der Legislaturperiode, Utah ist mit zwei Senatoren vertreten)

### Repräsentantenhaus
- Demokratische Partei: 93
- Republikanische Partei: 254
- Sonstige: 10
- Vakant: 0

Gesamt: 357 (Stand am Ende der Legislaturperiode)
Außerdem gab es noch vier nicht stimmberechtigte Kongressdelegierte.

## Amtsträger

### Senat
- Präsident des Senats: Adlai Ewing Stevenson (D)
- Präsident pro tempore: William P. Frye (R)

### Repräsentantenhaus
- Sprecher des Repräsentantenhauses: Thomas Brackett Reed (R)

## Senatsmitglieder
Im 54. Kongress vertraten folgende Senatoren ihre jeweiligen Bundesstaaten:
| Alabama - 2. John Tyler Morgan (D) - 3. James L. Pugh (D) Arkansas - 2. James Henderson Berry (D) - 3. James Kimbrough Jones (D) Kalifornien - 1. Stephen M. White (D) - 3. George Clement Perkins (R) Colorado - 2. Edward O. Wolcott (R) - 3. Henry Moore Teller (R) Connecticut - 1. Joseph Roswell Hawley (R) - 3. Orville H. Platt (R) Delaware - 1. George Gray (D) - 2. Richard R. Kenney (R) ab dem 19. Januar 1897 Florida - 1. Samuel Pasco (D) - 3. Wilkinson Call (D) Georgia - 2. Augustus Octavius Bacon (D) - 3. John Brown Gordon (D) Idaho - 2. George Laird Shoup (R) - 3. Fred Dubois (R) Illinois - 2. Shelby Moore Cullom (R) - 3. John M. Palmer (D) Indiana - 1. David Turpie (D) - 3. Daniel W. Voorhees (D) Iowa - 2. John H. Gear (R) - 3. William B. Allison (R) Kansas - 2. Lucien Baker (R) - 3. William A. Peffer (P = Populist Party) Kentucky - 2. William Lindsay (D) - 3. Joseph Blackburn (D) Louisiana - 2. Donelson Caffery (D) - 3. Newton C. Blanchard (D) Maine - 1. Eugene Hale (R) - 2. William P. Frye (R) Maryland - 1. Arthur Pue Gorman (D) - 3. Charles Hopper Gibson (D) Massachusetts - 1. Henry Cabot Lodge (R) - 2. George Frisbie Hoar (R) Michigan - 1. Julius C. Burrows (R) - 2. James McMillan (R) Minnesota - 1. Cushman Kellogg Davis (R) - 2. Knute Nelson (R) Mississippi - 1. James Z. George (D) - 2. Edward C. Walthall (D) Missouri - 1. Francis Cockrell (D) - 3. George Graham Vest (D) Montana - 1. Lee Mantle (R) - 2. Thomas Henry Carter (R) | Nebraska - 1. William V. Allen (P) - 2. John Mellen Thurston (R) Nevada - 1. William M. Stewart (S = Silver Republican Party) - 3. John P. Jones (S) New Hampshire - 2. William E. Chandler (R) - 3. Jacob Harold Gallinger (R) New Jersey - 1. James Smith (D) - 2. William Joyce Sewell (R) New York - 1. Edward Murphy (D) - 3. David B. Hill (D) North Carolina - 2. Marion Butler (P) - 3. Jeter Connelly Pritchard (R) North Dakota - 1. William N. Roach (D) - 3. Henry C. Hansbrough (R) Ohio - 1. John Sherman (R) - 3. Calvin S. Brice (D) Oregon - 2. George W. McBride (R) - 3. John H. Mitchell (R) Pennsylvania - 1. Matthew Quay (R) - 3. James Donald Cameron (R) Rhode Island - 1. Nelson W. Aldrich (R) - 2. George P. Wetmore (R) South Carolina - 2. Benjamin Tillman (D) - 3. John L. M. Irby (D) South Dakota - 2. Richard F. Pettigrew (R) - 3. James H. Kyle (P) Tennessee - 1. William B. Bate (D) - 2. Isham G. Harris (D) Texas - 1. Roger Q. Mills (D) - 2. Horace Chilton (D) Utah - 1. Frank J. Cannon (R) ab dem 22. Januar 1896 - 3. Arthur Brown (R) ab dem 22. Januar 1896 Vermont - 1. Redfield Proctor (R) - 3. Justin Smith Morrill (R) Virginia - 1. John W. Daniel (D) - 2. Thomas S. Martin (D) Washington - 1. John Lockwood Wilson (R) - 3. Watson C. Squire (R) West Virginia - 1. Charles James Faulkner (D) - 2. Stephen Benton Elkins (R) Wisconsin - 1. John L. Mitchell (D) - 3. William Freeman Vilas (D) Wyoming - 1. Clarence Don Clark (R) - 2. Francis E. Warren (R) |

## Mitglieder des Repräsentantenhauses
Folgende Kongressabgeordnete vertraten im 54. Kongress die Interessen ihrer jeweiligen Bundesstaaten:
| Alabama 9 Wahlbezirke - 1. Richard Henry Clarke (D) - 2. Jesse F. Stallings (D) - 3. George Paul Harrison (D) - 4. Gaston A. Robbins (D) bis zum 13. März 1896 - William F. Aldrich (R) ab dem 13. März 1896 - 5. James E. Cobb (D) bis zum 21. April 1896 - Albert Taylor Goodwyn (P) ab dem 22. April 1896 - 6. John H. Bankhead (D) - 7. Milford W. Howard (P) - 8. Joseph Wheeler (D) - 9. Oscar Underwood (D) bis zum 9. Juni 1896 - Truman H. Aldrich (R) ab dem 9. Juni 1896 Arkansas 6 Wahlbezirke. - 1. Philip D. McCulloch (D) - 2. John Sebastian Little (D) - 3. Thomas Chipman McRae (D) - 4. William L. Terry (D) - 5. Hugh A. Dinsmore (D) - 6. Robert Neill (D) Kalifornien 7 Wahlbezirke. - 1. John All Barham (R) - 2. Grove L. Johnson (R) - 3. Samuel G. Hilborn (R) - 4. James G. Maguire (D) - 5. Eugene F. Loud (R) - 6. James McLachlan (R) - 7. William W. Bowers (R) Colorado 2 Wahlbezirke - 1. John F. Shafroth (R) - 2. John Calhoun Bell (P) Connecticut 4 Wahlbezirke - 1. E. Stevens Henry (R) - 2. Nehemiah D. Sperry (R) - 3. Charles A. Russell (R) - 4. Ebenezer J. Hill (R) Delaware Staatsweite Wahl - Jonathan S. Willis (R) Florida Zwei Wahlbezirke - 1. Stephen M. Sparkman (D) - 2. Charles Merian Cooper (D) Georgia 11 Wahlbezirke - 1. Rufus E. Lester (D) - 2. Benjamin E. Russell (D) - 3. Charles Frederick Crisp (D) bis zum 23. Oktober 1896 - Charles R. Crisp (D) ab dem 19. Dezember 1896 - 4. Charles L. Moses (D) - 5. Leonidas F. Livingston (D) - 6. Charles Lafayette Bartlett (D) - 7. John W. Maddox (D) - 8. Thomas G. Lawson (D) - 9. Farish Carter Tate (D) - 10. James C. C. Black (D) mit einer Unterbrechung zwischen dem 4. März und dem 2. Okt. 1895 - 11. Henry Gray Turner (D) Idaho Staatsweite Wahl - Edgar Wilson (R) Illinois 22 Wahlbezirke - 1. J. Frank Aldrich (R) - 2. William Lorimer (R) - 3. Lawrence E. McGann (D) bis zum 27. Dezember 1895 - Hugh R. Belknap (R) ab dem 27. Dezember 1895 - 4. Charles W. Woodman (R) - 5. George E. White (R) - 6. Edward D. Cooke (R) - 7. George Edmund Foss (R) - 8. Albert J. Hopkins (R) - 9. Robert R. Hitt (R) - 10. George W. Prince (R) - 11. Walter Reeves (R) - 12. Joseph Gurney Cannon (R) - 13. Vespasian Warner (R) - 14. Joseph V. Graff (R) - 15. Benjamin F. Marsh (R) - 16. Finis E. Downing (D) bis zum 5. Juni 1896 - John I. Rinaker (R) ab dem 5. Juni 1896 - 17. James A. Connolly (R) - 18. Frederick Remann (R) bis zum 14. Juli 1895 - William F. L. Hadley (R) ab dem 2. Dezember 1895 - 19. Benson Wood (R) - 20. Orlando Burrell (R) - 21. Everett J. Murphy (R) - 22. George W. Smith (R) Indiana 13 Wahlbezirke - 1. James A. Hemenway (R) - 2. Alexander M. Hardy (R) - 3. Robert J. Tracewell (R) - 4. James Eli Watson (R) - 5. Jesse Overstreet (R) - 6. Henry U. Johnson (R) - 7. Charles L. Henry (R) - 8. George W. Faris (R) - 9. Frank Hanly (R) - 10. Jethro A. Hatch (R) - 11. George Washington Steele (R) - 12. Jacob D. Leighty (R) - 13. Lemuel W. Royse (R) Iowa 11 Wahlbezirke - 1. Samuel M. Clark (R) - 2. George M. Curtis (R) - 3. David B. Henderson (R) - 4. Thomas Updegraff (R) - 5. Robert G. Cousins (R) - 6. John F. Lacey (R) - 7. John A. T. Hull (R) - 8. William Peters Hepburn (R) - 9. Alva L. Hager (R) - 10. Jonathan P. Dolliver (R) - 11. George D. Perkins (R) Kansas 7 Wahlbezirke. Außerdem wurde ein Abgeordneter staatsweit gewählt - 1. Case Broderick (R) - 2. Orrin L. Miller (R) - 3. Snyder S. Kirkpatrick (R) - 4. Charles Curtis (R) - 5. William A. Calderhead (R) - 6. William Baker (P) - 7. Chester I. Long (R) - 8. Richard W. Blue (R) staatsweit gewählt Kentucky 11 Wahlbezirke - 1. John Kerr Hendrick (D) - 2. John Daniel Clardy (D) - 3. W. Godfrey Hunter (R) - 4. John W. Lewis (R) - 5. Walter Evans (R) - 6. Albert S. Berry (D) - 7. William C. Owens (D) - 8. James B. McCreary (D) - 9. Samuel Johnson Pugh (R) - 10. Joseph M. Kendall (D) bis zum 18. Februar 1897 - Nathan T. Hopkins (R) ab dem 18. Februar 1897 - 11. David Grant Colson (R) Louisiana 6 Wahlbezirke - 1. Adolph Meyer (D) - 2. Charles F. Buck (D) - 3. Andrew Price (D) - 4. Henry Warren Ogden (D) - 5. Charles J. Boatner (D) mit einer Unterbrechung zwischen dem 20. März und 10. Juni 1896 - 6. Samuel Matthews Robertson (D) Maine 4 Wahlbezirke - 1. Thomas Brackett Reed (R) - 2. Nelson Dingley (R) - 3. Seth L. Milliken (R) - 4. Charles A. Boutelle (R) Maryland 6 Wahlbezirke. - 1. Joshua Weldon Miles (D) - 2. William Benjamin Baker (R) - 3. Harry Welles Rusk (D) - 4. John Kissig Cowen (D) - 5. Charles Edward Coffin (R) - 6. George Wellington (R) Massachusetts 13 Wahlbezirke - 1. Ashley B. Wright (R) - 2. Frederick H. Gillett (R) - 3. Joseph H. Walker (R) - 4. Lewis D. Apsley (R) - 5. William Shadrach Knox (R) - 6. William Cogswell (R) bis zum 22. Mai 1895 - William H. Moody (R) ab dem 5. November 1895 - 7. William Emerson Barrett (R) - 8. Samuel W. McCall (R) - 9. John F. Fitzgerald (D) - 10. Harrison Henry Atwood (R) - 11. William F. Draper (R) - 12. Elijah A. Morse (R) - 13. John Simpkins (R) Michigan 12 Wahlbezirke - 1. John Blaisdell Corliss (R) - 2. George Spalding (R) - 3. Alfred Milnes (R) ab dem 2. Dezember 1895 - 4. Henry F. Thomas (R) - 5. William Alden Smith (R) - 6. David D. Aitken (R) - 7. Horace G. Snover (R) - 8. William S. Linton (R) - 9. Roswell P. Bishop (R) - 10. Rousseau Owen Crump (R) - 11. John Avery (R) - 12. Samuel M. Stephenson (R) Minnesota 7. Wahlbezirke - 1. James Albertus Tawney (R) - 2. James McCleary (R) - 3. Joel Heatwole (R) - 4. Andrew Kiefer (R) - 5. Loren Fletcher (R) - 6. Charles Arnette Towne (R) - 7. Frank Eddy (R) Mississippi 7 Wahlbezirke - 1. John Mills Allen (D) - 2. John Curtis Kyle (D) - 3. Thomas C. Catchings (D) - 4. Hernando Money (D) - 5. John Sharp Williams (D) - 6. Walter M. Denny (D) - 7. James G. Spencer (D) Missouri 15 Wahlbezirke - 1. Charles Nelson Clark (R) - 2. Uriel Sebree Hall (D) - 3. Alexander Monroe Dockery (D) - 4. George Calhoun Crowther (R) - 5. John Charles Tarsney (D) bis zum 27. Februar 1896 - Robert T. Van Horn (R) ab dem 27. Februar 1896 - 6. David A. De Armond (D) - 7. John Plank Tracey (R) - 8. Joel Douglas Hubbard (R) - 9. William M. Treloar (R) - 10. Richard Bartholdt (R) - 11. Charles Frederick Joy (R) - 12. Seth Wallace Cobb (D) - 13. John Henry Raney (R) - 14. Norman Adolphus Mozley (R) - 15. Charles G. Burton (R) Montana Staatsweite Wahl - Charles S. Hartman (R) | Nebraska 6 Wahlbezirke - 1. Jesse Burr Strode (R) - 2. David Henry Mercer (R) - 3. George de Rue Meiklejohn (R) - 4. Eugene Jerome Hainer (R) - 5. William E. Andrews (R) - 6. Omer Madison Kem (P) Nevada Staatsweite Wahl - Francis G. Newlands (D) New Hampshire 2 Wahlbezirke - 1. Cyrus A. Sulloway (R) - 2. Henry Moore Baker (R) New Jersey 8 Wahlbezirke - 1. Henry C. Loudenslager (R) - 2. John J. Gardner (R) - 3. Benjamin Franklin Howell (R) - 4. Mahlon Pitney (R) - 5. James F. Stewart (R) - 6. Richard W. Parker (R) - 7. Thomas McEwan (R) - 8. Charles N. Fowler (R) New York 34 Wahlbezirke - 1. Richard Cunningham McCormick (R) - 2. Denis M. Hurley (R) - 3. Francis H. Wilson (R) - 4. Israel F. Fischer (R) - 5. Charles G. Bennett (R) - 6. James R. Howe (R) - 7. Franklin Bartlett (D) - 8. James J. Walsh (D) bis zum 2. Juni 1896 - John M. Mitchell (R) ab dem 2. Juni 1896 - 9. Henry C. Miner (D) - 10. Amos J. Cummings (D) ab dem 5. November 1895 - 11. William Sulzer (D) - 12. George B. McClellan Jr. D) - 13. Richard C. Shannon (R) - 14. Lemuel E. Quigg (R) - 15. Philip B. Low (R) - 16. Benjamin L. Fairchild (R) - 17. Benjamin Barker Odell (R) - 18. Jacob LeFever (R) - 19. Frank S. Black (R) bis zum 7. Januar 1897 danach blieb der Sitz vakant - 20. George N. Southwick (R) - 21. David F. Wilber (R) - 22. Newton Martin Curtis (R) - 23. Wallace T. Foote (R) - 24. Charles A. Chickering (R) - 25. James S. Sherman (R) - 26. George W. Ray (R) - 27. Theodore L. Poole (R) - 28. Sereno E. Payne (R) - 29. Charles W. Gillet (R) - 30. James Wolcott Wadsworth (R) - 31. Henry C. Brewster (R) - 32. Rowland B. Mahany (R) - 33. Charles Daniels (R) - 34. Warren B. Hooker (R) North Carolina 9 Wahlbezirke - 1. Harry Skinner (P) - 2. Frederick Augustus Woodard (D) - 3. John G. Shaw (D) - 4. William Franklin Strowd (P) - 5. Thomas Settle (R) - 6. James A. Lockhart (D) bis zum 5. Juni 1896 - Charles H. Martin (P) ab dem 5. Juni 1896 - 7. Alonzo C. Shuford (P) - 8. Romulus Zachariah Linney (R) - 9. Richmond Pearson (R) North Dakota Staatsweite Wahl - Martin N. Johnson (R) Ohio 21 Wahlbezirke - 1. Charles Phelps Taft (R) - 2. Jacob H. Bromwell (R) - 3. Paul J. Sorg (D) - 4. Fernando C. Layton (D) - 5. Francis B. De Witt (R) - 6. George W. Hulick (R) - 7. George W. Wilson (R) - 8. Luther M. Strong (R) - 9. James H. Southard (R) - 10. Lucien J. Fenton (R) - 11. Charles H. Grosvenor (R) - 12. David K. Watson (R) - 13. Stephen Ross Harris (R) - 14. Winfield S. Kerr (R) - 15. H. Clay Van Voorhis (R) - 16. Lorenzo Danford (R) - 17. Addison S. McClure (R) - 18. Robert Walker Tayler (R) - 19. Stephen A. Northway (R) - 20. Clifton B. Beach (R) - 21. Theodore E. Burton (R) Oregon 2 Wahlbezirke - 1. Binger Hermann (R) - 2. William R. Ellis (R) Pennsylvania 28 Wahlbezirke. Außerdem wurden zwei Abgeordnete staatsweit gewählt - 1. Henry H. Bingham (R) - 2. Robert Adams (R) - 3. Frederick Halterman (R) - 4. John E. Reyburn (R) - 5. Alfred C. Harmer (R) - 6. John Buchanan Robinson (R) - 7. Irving Price Wanger (R) - 8. Joseph Johnson Hart (D) - 9. Constantine Jacob Erdman (D) - 10. Marriott Henry Brosius (R) - 11. Joseph A. Scranton (R) - 12. John Leisenring (R) - 13. Charles N. Brumm (R) - 14. Ephraim Milton Woomer (R) - 15. James Hodge Codding (R) ab dem 5. November 1895 - 16. Fred Churchill Leonard (R) - 17. Monroe Henry Kulp (R) - 18. Thaddeus Maclay Mahon (R) - 19. James Alonzo Stahle (R) - 20. Josiah Duane Hicks (R) - 21. Daniel Brodhead Heiner (R) - 22. John Dalzell (R) - 23. William A. Stone (R) - 24. Ernest F. Acheson (R) - 25. Thomas Wharton Phillips (R) - 26. Matthew Griswold (R) - 27. Charles Warren Stone (R) - 28. William Carlile Arnold (R) - 29. Galusha A. Grow (R) staatsweit gewählt - 30. George Franklin Huff (R) Rhode Island 2 Wahlbezirke - 1. Melville Bull (R) - 2. Warren O. Arnold (R) South Carolina 7 Wahlbezirke. - 1. William Elliott (D) bis zum 4. Juni 1896 - George W. Murray (R) ab dem 4. Juni 1896 - 2. W. Jasper Talbert (D) - 3. Asbury Latimer (D) - 4. Stanyarne Wilson (D) - 5. Thomas J. Strait (D) - 6. John L. McLaurin (D) - 7. J. William Stokes (D) Mit einer Unterbrechung zwischen dem 1. Juni und dem 3. November 1896 South Dakota Staatsweite Wahlen für beide Abgeordneten - John Pickler (R) - Robert J. Gamble (R) Tennessee 10 Wahlbezirke - 1. William Coleman Anderson (R) - 2. Henry R. Gibson (R) - 3. Foster V. Brown (R) - 4. Benton McMillin (D) - 5. James D. Richardson (D) - 6. Joseph E. Washington (D) - 7. Nicholas N. Cox (D) - 8. John E. McCall (R) - 9. James Calvin McDearmon (D) - 10. Josiah Patterson (D) Texas 13 Wahlbezirke. - 1. Joseph Chappell Hutcheson (D) - 2. Samuel B. Cooper (D) - 3. Charles Henderson Yoakum (D) - 4. David B. Culberson (D) - 5. Joseph Weldon Bailey (D) - 6. Joseph Abbott (D) - 7. George C. Pendleton (D) - 8. Charles K. Bell (D) - 9. Joseph D. Sayers (D) - 10. Miles Crowley (D) - 11. William H. Crain (D) bis zum 10. Februar 1896 - Rudolph Kleberg (D) ab dem 7. April 1896 - 12. George H. Noonan (R) - 13. Jeremiah V. Cockrell (D) Utah Staatsweite Wahlen - Clarence Emir Allen (R) ab dem 4. Januar 1896 Vermont 2 Wahlbezirke - 1. H. Henry Powers (R) - 2. William W. Grout (R) Virginia 10 Wahlbezirke - 1. William Atkinson Jones (D) - 2. David Gardiner Tyler (D) - 3. Tazewell Ellett (D) - 4. William Robertson McKenney (D) bis zum 2. Mai 1896 - Robert Taylor Thorp (R) ab dem 2. Mai 1896 - 5. Claude A. Swanson (D) - 6. Peter J. Otey (D) - 7. Smith S. Turner (D) - 8. Elisha E. Meredith (D) - 9. James A. Walker (R) - 10. Henry St. George Tucker III (D) Washington Staatsweite Wahl - Samuel C. Hyde (R) - William H. Doolittle (R) West Virginia 4 Wahlbezirke - 1. Blackburn B. Dovener (R) - 2. Alston G. Dayton (R) - 3. James Hall Huling (R) - 4. Warren Miller (R) Wisconsin 10 Wahlbezirke - 1. Henry A. Cooper (R) - 2. Edward Sauerhering (R) - 3. Joseph W. Babcock (R) - 4. Theobald Otjen (R) - 5. Samuel S. Barney (R) - 6. Samuel A. Cook (R) - 7. Michael Griffin (R) - 8. Edward S. Minor (R) - 9. Alexander Stewart (R) - 10. John J. Jenkins (R) Wyoming Staatsweite Wahlen - Franklin Wheeler Mondell (R) |

Nicht stimmberechtigte Mitglieder im Repräsentantenhaus:
- Arizona-Territorium: Oakes Murphy (R)
- New-Mexico-Territorium: Thomas B. Catron (R)
- Oklahoma-Territorium: Dennis Thomas Flynn (R)
- Utah-Territorium: Frank J. Cannon (R) bis zum 4. Januar 1896